# Hendricks (Familienname)
Hendricks ist ein patronymischer Familienname.

## Herkunft und Bedeutung
Hendricks leitet sich im deutsch-niederländischen Sprachraum vom Rufnamen Hendrick sowie im englischen Sprachraum auch von Henry oder Hendry ab.

## Varianten
- Hendriks, Hendrickx, Hendrix, Hendrickse, Hendrikse

## Namensträger
- Adam Hendricks, US-amerikanischer Film- und Fernsehproduzent
- Barbara Hendricks (Sängerin) (* 1948), US-amerikanisch-schwedische Sängerin (Sopran)
- Barbara Hendricks (Politikerin) (* 1952), deutsche Politikerin (SPD)
- Barrington DeVaughn Hendricks (* 1989), US-amerikanischer Rapper und Musikproduzent, bekannt als JPEGMafia
- Bessie Hendricks (1907–2023), US-amerikanische Altersrekordlerin
- Bobby Hendricks (1938–2022), US-amerikanischer Soulsänger
- Charlie Hendricks (* 1949), deutscher Schauspieler
- Christina Hendricks (* 1975), US-amerikanische Schauspielerin
- Cornal Hendricks (1988–2025), südafrikanischer Rugbyspieler
- Diane Hendricks (* 1947), US-amerikanische Geschäftsfrau
- Eliza Hendricks (1823–1903), Second Lady der Vereinigten Staaten
- Gordon Hendricks (um 1917–1980), US-amerikanischer Kunst- und Filmhistoriker
- Heinrich Meyer-Hendricks († 1958), deutscher Verleger
- Jochem Hendricks (* 1959), deutscher Maler und Videokünstler
- Joe Hendricks (1903–1974), US-amerikanischer Politiker
- Jon Hendricks (1921–2017), US-amerikanischer Jazzsänger
- Judith Hendricks (1937–2015), US-amerikanische Jazzsängerin
- Luis Hendricks (* 1999), deutscher Koch
- Matt Hendricks (* 1981), US-amerikanischer Eishockeyspieler
- Michael Hendricks (* 1954), deutscher Unternehmer
- Michele Hendricks (* 1953), US-amerikanische Jazzsängerin und Songwriterin
- Monika Hendricks (1947–2012), deutsche Betriebsrätin
- Muhsin Hendricks (1967–2025), südafrikanischer Imam
- Paul Hendricks (* 1956), Weihbischof in Southwark
- Reeza Hendricks (* 1989), südafrikanischer Cricketspieler
- Renate Hendricks (* 1952), deutsche Politikerin (SPD)
- Rowan Hendricks (* 1979), südafrikanischer Fußballspieler
- Shawn Hendricks (* 1964), US-amerikanischer Automobilrennfahrer
- Taylor Hendricks (* 2003), US-amerikanischer Basketballspieler
- Ted Hendricks (* 1947), US-amerikanischer Footballspieler
- Thomas A. Hendricks (1819–1885), US-amerikanischer Politiker
- William Hendricks (1782–1850), US-amerikanischer Politiker
- William L. Hendricks (1904–1992), US-amerikanischer Offizier und Filmproduzent
- Yannic Hendricks (* 1990), deutscher Abtreibungsgegner